# Lista över avsnitt av Psych

## Serieöversikt
| Säsong | Säsong | Avsnitt | Premiär          | Final            | DVD-releasedatum |
| ------ | ------ | ------- | ---------------- | ---------------- | ---------------- |
|        | 1      | 15      | 7 juli 2006      | 2 mars 2007      | 26 juni 2007     |
|        | 2      | 16      | 13 juli 2007     | 15 februari 2008 | 8 juli 2008      |
|        | 3      | 16      | 18 juli 2008     | 20 februari 2009 | 21 juli 2009     |
|        | 4      | 16      | 7 augusti 2009   | 10 mars 2010     | 13 juli 2010     |
|        | 5      | 16      | 14 juli 2010     | 22 december 2010 | 31 maj 2011      |
|        | 6      | 16      | 12 oktober 2011  | 11 april 2012    | 16 oktober 2012  |
|        | 7      | 16      | 27 februari 2013 | 29 maj 2013      | 8 oktober 2013   |
|        | 8      | 10      | 8 januari 2014   | 26 mars 2014     | 1 april 2014     |

## Säsong 1: 2006-2007
| Nr | Avsnitt | Titel                                                       | Regissör          | Författare                                      | Ursprungligt sändningsdatum |
| --- | ------- | ----------------------------------------------------------- | ----------------- | ----------------------------------------------- | --------------------------- |
| 1 | 1       | "Pilotavsnitt"                                              | Michael Engler    | Steve Franks                                    | 7 juli 2006                 |
| Efter att ha sett ett nyhetsinslag ringer Shawn in ett tips till polisen som löser fallet. Men när han ska hämta sin belöning tas han istället in för förhör. Polisen tror att den enda förklaringen till att han kunnat tipsa polisen var att han var medbrottsling. För att bevisa sin oskuld hittar han på att han är synsk. Efter att ha blivit bemött med misstro "bevisar" han det genom att berätta saker om poliserna i förhörsrummet som bara en synsk skulle kunna veta, men som Shawn kommit fram till genom att dra slutsatser från detaljer i polisernas beteende och klädsel. Strax efteråt erbjuds han att hjälpa polisen med ett kidnappningsfall. Han accepterar och övertalar sin barndomsvän Gus att hjälpa honom. Men när kidnappningsfallet förvandlas till en mordutredning och polisen bedömer fallet som ett mord eller självmord måste Shawn söka upp sin far för att kunna bevisa att fallet inte är så enkelt som det ser ut. |         |                                                             |                   |                                                 |                             |
| 2 | 2       | "Spellingg Bee"                                             | Mel Damski        | Steve Franks                                    | 14 juli 2006                |
| Shawn och Gus får i uppdrag att utreda oegentligheter på en nationell stavningstävling, vilket väcker minnen till liv hos Gus som själv medverkat för flera år sedan. Men när en veteran inom stavningsvärlden dör misstänker Shawn att det har med tävlingen att göra. Men ju närmare sanningen Gus och Shawn kommer, desto farligare blir det för dem. |         |                                                             |                   |                                                 |                             |
| 3 | 3       | "Speak Now or Forever Hold Your Piece"                      | Michael Zinberg   | Steve Franks                                    | 21 juli 2006                |
| Polisen utreder ett fall där en förlovningsring försvunnit ur ett säkert och bevakat valv. Men när Shawn och Gus inte tillåts vara med i utredningen utreder de själva. |         |                                                             |                   |                                                 |                             |
| 4 | 4       | "Woman Seeking Dead Husband - Smokers Okay, No Pets"        | Jeff Melman       | Steve Franks                                    | 28 juli 2006                |
| En kvinna ber Shawn och Gus om hjälp att kontakta hennes avlidne make. Hon förklarar att hennes man var med om en rånarkupp för några år sedan och gömde bytet. De andra medlemmarna har precis släppts ut från fängelset och hon fruktar nu att de kommer att ge sig på henne för att få tag på bytet. |         |                                                             |                   |                                                 |                             |
| 5 | 5       | "9 Lives"                                                   | Matt Shakman      | Andy Berman                                     | 4 augusti 2006              |
| Shawn är övertygad om att ett till synes självmord egentligen är ett mord, men oförmögen som han är att bevisa detta för polisen låtsas han att den avlidnes katt kan tala till honom och att katten var vittne till mordet. Så samtidigt som polisen utreder en rad självmord, utreder Shawn och Gus parallellt, men låtsas att det är katten som ger Shawn ledtrådar. |         |                                                             |                   |                                                 |                             |
| 6 | 6       | "Weekend Warriors"                                          | John Fortenberry  | Douglas Steinberg                               | 11 augusti 2006             |
| Under ett historiskt 'reenactment' av det nordamerikanska inbördeskriget (1861-1865) skjuts en av deltagarna till döds. Trots att det hela till en början ser ut att vara en olyckshändelse verkar det finnas saker som talar för att det inte var det. Även Lassiter verkar misstänksam. Shawn och Gus utreder. |         |                                                             |                   |                                                 |                             |
| 7 | 7       | "Who Ya Gonna Call?"                                        | Michael Lange     | John J. Shakman, Kerry Lenhart                  | 18 augusti 2006             |
| En man kommer till Shawn och Gus och påstår att ett spöke försöker döda honom. Shawn är övertygad om att det hela har en naturlig förklaring men när han och Gus går med på att sova över en natt i mannens hus händer oförklarliga saker. Samtidigt utreder Lassiter och O'Hara en psykologs dödsfall. |         |                                                             |                   |                                                 |                             |
| 8 | 8       | "Shawn vs. the Red Phantom"                                 | John T. Kretchmer | Anupam Nigam                                    | 25 augusti 2006             |
| En orolig mor kontaktar polisen angående sin försvunna son. Men eftersom han inte varit borta mer än två dygn finns det inget polisen kan göra. Juliet ber därför Shawn och Gus om hjälp. Spåren leder till ett serietidningskonvent där duon lyckas ta sig in genom att låtsas vara assistenter till konventets gäst, George Takei. Men när de letar efter tonåringen visar sig fallet vara mer komplicerat än de trott. |         |                                                             |                   |                                                 |                             |
| 9 | 9       | "Forget Me Not"                                             | Mel Damski        | William Rabkin, Lee Goldberg                    | 19 januari 2007             |
| En gammal vän till Shawns pappa kommer och ber Shawn om hjälp att lösa mysteriet med ett mord som han vet skedde för flera år sedan, men som han inte kan komma ihåg när, var eller hur det skedde, eller ens vem som mördades. |         |                                                             |                   |                                                 |                             |
| 10 | 10      | "From the Earth to the Starbucks"                           | Michael Zinberg   | Steve Franks                                    | 26 januari 2007             |
| När Lassiter börjar tvivla på sig själv som polis bestämmer sig Shawn för att hjälpa honom lösa ett fall som Lassiter själv har en känsla av inte stämmer. Det svåra ligger dock i att lösa fallet så att Lassiter tror att det är han själv som har löst det. Med denna svåra uppgift får han hjälp av Gus, samt av Juliet, som även hon har sett sin partner nedstämd och vill hjälpa. Fallet handlar om en astronom som verkar ha dött av en hjärtattack, frågan är dock om fallet verkligen är svårare än det ser ut. |         |                                                             |                   |                                                 |                             |
| 11 | 11      | "He Loves Me, He Loves Me Not, He Loves Me, Oops He's Dead" | Tim Matheson      | Andy Berman                                     | 2 februari 2007             |
| För att retas med Shawn och Gus ger Lassiter dem ett fall där en naken man som vaknat upp på ett fält påstår sig ha blivit bortförd av utomjordingar. Men fallet tar en allvarlig vändning när ett lik påträffas på samma ställe. |         |                                                             |                   |                                                 |                             |
| 12 | 12      | "Cloudy...Chance of Murder"                                 | Lev L. Spiro      | Andy Berman                                     | 9 februari 2007             |
| Shawn blir övertygad om att en kvinna som står åtalad för mord är oskyldig, trots att mordet finns inspelat på band. Men eftersom hans argument bygger på att hennes beteende inte stämmer med en mördares, som att hon plockar upp en bit skräp på väg från rättegångssalen, har han svårt att övertyga någon annan om det. Han bestämmer sig därför för att själv utreda fallet, och inriktar sig på att hjälpa den unge och osäkre försvarsadvokaten att rentvå kvinnan. Michael Weston gästspelar. |         |                                                             |                   |                                                 |                             |
| 13 | 13      | "Game Set...Muuurder?"                                      | James L. Conway   | Anupam Nigam                                    | 16 februari 2007            |
| Gus är tillsammans med sina arbetskamrater på en utflykt och försöker imponera på sin chef som ska besluta vem som ska få ta över en viktig klient. Det hjälper inte Gus att Shawn dyker upp och vill ha hjälp med att undersöka försvinnandet av en ung tennisstjärna. |         |                                                             |                   |                                                 |                             |
| 14 | 14      | "Poker? I Barely Know Her"                                  | Joanna Kerns      | Douglas Stenberg, John J. Sakmar, Kerry Lenhart | 23 februari 2007            |
| Shawn och Gus undersöker försvinnandet av sonen till en vän till Shawns pappa vilket leder dem till en hemlig pokerklubb. Samtidigt försöker Juliet planera en överraskningsfest med anledning av Lassiters födelsedag. |         |                                                             |                   |                                                 |                             |
| 15 | 15      | "Scary Sherry: Bianca's Toast"                              | John Landis       | James Roday, Steve Franks                       | 2 mars 2007                 |
| Juliet går under täckmantel in i en studentförening på grund av märkliga ting som skett som verkar ha koppling till en gammal vandringssägen. Hon tar hjälp av Shawn och Gus som har en speciell koppling till denna sägen. Samtidigt får Lassiter en tillfällig kollega, den nyutexaminerade och speciella Goochberg. Säsongsfinal. Regisserad av John Landis, känd bland annat för sina skräckfilmer. |         |                                                             |                   |                                                 |                             |

## Säsong 2: 2007-2008
| Nr | Avsnitt | Titel                                        | Författare           | Regissör        | Ursprungligt sändningsdatum |
| --- | ------- | -------------------------------------------- | -------------------- | --------------- | --------------------------- |
| 16 | 1       | "American Duos"                              | Steve Franks         | John Landis     | 13 juli 2007                |
| Shawn och Gus får i uppdrag att beskydda Nigel St.Nigel (Tim Curry), en av domarna i en reality-show snarlik American Idol , efter att en serie olyckor fått honom att misstänka att någon är ute efter honom. Men hans otrevliga attityd till allt och alla gör att det blir svårt för detektiverna att begränsa antalet misstänkta. Frågan är vem som allra mest vill se honom död. Cristián de la Fuente och Gina Gershon gästspelar också. |         |                                              |                      |                 |                             |
| 17 | 2       | "65 Million Years Off"                       | Steve Franks         | Tim Matheson    | 20 juli 2007                |
| Shawn är bekymrad över att polisen inte har kontaktat honom på ett tag, och får reda på att hans tjänster helt enkelt inte behövts. Lassiter har nämligen haft en väldigt framgångsrik månad och löst fall efter fall, utan Shawns hjälp. När Shawn sedan påstår att en dinosaurie ligger bakom ett dödsfall är det ingen som lyssnar på honom, inte ens Gus. Men när det senare visar sig att offret var paleontolog så verkar hans teori inte så långsökt trots allt. |         |                                              |                      |                 |                             |
| 18 | 3       | "Psy vs. Psy"                                | Andy Berman          | Mel Damski      | 27 juli 2007                |
| Santa Barbara-polisen samarbetar med FBI för att få tag på pengaförfalskare. Samtidigt som Lassiter försöker imponera på FBI-agenten Ewing (Lou Diamond Phillips), måste Shawn vara extra uppmärksam innan hans motsvarighet på FBI, mediet Lindsey Leikin (Bianca Kajlich), avslöjar hans bluff. Titeln anspelar på Spy vs. Spy, en serie från 1961 ur tidningen Mad. |         |                                              |                      |                 |                             |
| 19 | 4       | "Zero To Murder In Sixty Seconds"            | Saladin K. Patterson | Stephen Surjik  | 3 augusti 2007              |
| När Lassiters bil blir stulen lyckas Shawn spåra bilen till en olaglig bilslaktarfirma. Shawn löser fallet rekordsnabbt och får till och med beröm från chefen för sitt arbete. Men Shawn känner på sig att det ligger något mer bakom fallet än sålda bildelar. |         |                                              |                      |                 |                             |
| 20 | 5       | "And Down The Stretch Comes Murder"          | Josh Bycel           | Michael Zinberg | 10 augusti 2007             |
| En jockey, som Gus och Shawn känner sedan tidigare som en mobbare från skolan, kontaktar dem för att ta reda på varför hans hästar helt plötsligt slutar vinna. Men fallet förvandlas snabbt till ett mordfall. |         |                                              |                      |                 |                             |
| 21 | 6       | "Meat Is Murder, But Murder Is Also Murder"  | Daniel Hsia          | Eric Laneuville | 17 augusti 2007             |
| Gus morbror Burton (John Amos) kommer på besök samtidigt som Shawn och Gus anlitas av polisen för att hjälpa till med att utreda en matkritikers död. Det hela kompliceras dock av att Burton tror att det är Gus som är synsk. |         |                                              |                      |                 |                             |
| 22 | 7       | "If You're So Smart, Then Why Are You Dead?" | Anupam Nigam         | Arlene Sanford  | 24 augusti 2007             |
| Två unga killar kontaktar Gus och Shawn eftersom de misstänker att en av deras lärare kommer att mörda någon. Samtidigt får Juliet sitt första egna fall som ledande utredare. |         |                                              |                      |                 |                             |
| 23 | 8       | "Rob-A-Bye Baby"                             | Tami Sagher          | Paul Lazarus    | 7 september 2007            |
| Chefen kontaktar Gus och Shawn för ett topphemligt uppdrag, att hitta henne en bra barnvakt. Men när de får höra talas om en rad inbrott, varav det senare slutat i mord, är de mer intresserade av att lösa det fallet än att kolla upp barnvakter. |         |                                              |                      |                 |                             |
| 24 | 9       | "Bounty Hunters!"                            | Andy Berman          | Josh Badham     | 14 september 2007           |
| Juliet kontaktar Gus och Shawn när polisens rykte står på spel. En brottsling, Dwayne Tancana (W. Earl Brown), åtalad för mord smiter från polisen medan han ska transporteras från domstolen. Juliet skyller på sig själv för att ha låtit det hända och det blir inte bättre av att offrets make tappar förtroendet för polisen och erbjuder en belöning till den som hittar den förrymde fången. När Shawn sedan blir övertygad om att Tancana är oskyldig måste han och Gus hinna bevisa hans oskuld innan prisjägaren Byrd Tatums (Kevin Sorbo) får tag på honom. |         |                                              |                      |                 |                             |
| 25 | 10      | "Gus' Dad May Have Killed an Old Guy"        | Saladin K. Patterson | Oz Scott        | 7 december 2007             |
| I denna julspecial blir Gus pappa (Ernie Hudson) anklagad för mordet på en granne. Samtidigt som Gus och Shawn försöker bevisa hans oskuld upprätthåller Shawn och hans pappa en gammal tradition dem emellan, att lista ut vad den andre har köpt i julklapp. Phylicia Rashad gästspelar också. |         |                                              |                      |                 |                             |
| 26 | 11      | "There's Something About Mira"               | Josh Bycel           | Joanna Kerns    | 11 januari 2008             |
| Shawn blir chockad över att få veta att Gus är gift. Gus förklarar att det hände för länge sedan under ett lov och att alkohol var med i bilden. Det visar sig nu att han fortfarande är gift med Mira(Kerry Washington), dottern till en rik ägare av en vinfabrik. Eftersom hon nu ska gifta sig ber hon Gus att komma till bröllopet för att skriva på skilsmässopapperen. Men när Shawn börjar misstänka att det är något som inte riktigt stämmer med brudgummen befarar han och Gus att Mira inte varit helt ärlig mot dem. Samtidigt tävlar O'Hara och Lassiter mot varandra efter att ha fått reda på varandras resultat från polisens skriftliga test.                                                                    |         |                                              |                      |                 |                             |
| 27 | 12      | "The Old and The Restless"                   | Anupam Nigam         | Jason Ensler    | 18 januari 2008             |
| När en till synes frisk man på ett äldreboende försvinner försöker duon ta sig in på hemmet för att undersöka. Men när det visar sig att stället är svårare att ta sig in till än ett fängelse rekryterar de Shawns pappa, som de skriver in på hemmet. Henry är till en början ovillig, men börjar trivas när han inser att han här anses vara väldigt ung och viril. Shawn och Gus fortsätter med sitt undersökande, och när de hittar mannen död, och det visar sig att han mördats, börjar fler på hemmet dö oförklarligt. |         |                                              |                      |                 |                             |
| 28 | 13      | "Lights, Camera...Homicidio"                 | Andy Berman          | Matt Shakman    | 25 januari 2008             |
| Under inspelningen av en spansk såpa dör en skådespelare på grund av att någon ersatt rekvisitavapnet med en riktig kniv. Lassiter tror att fallet i princip har löst sig själv men Shawn anar något annat, och tar därför på sig att lösa fallet. |         |                                              |                      |                 |                             |
| 29 | 14      | "Dis-Lodged"                                 | Tim Meltreger        | Mel Damski      | 1 februari 2008             |
| En hemlig klubb blir föremål för undersökning när en av dess medlemmar mördas. Klubben visar sig vara av intresse för både Lassiter, Shawn och Gus. För Gus innebär medlemmarna eventuella klienter, för Shawn är kopplingen att hans far en gång varit medlem. För Lassiter är klubben ett känsligt ämne eftersom han tidigare velat bli medlem, samt för att hans huvudmisstänkte är hans före detta svärfar. Philip Baker Hall gästspelar. |         |                                              |                      |                 |                             |
| 30 | 15      | "Black and Tan: A Crime of Fashion"          | Steve Franks         | Mel Damski      | 8 februari 2008             |
| Shawn och Gus tar sig in på en modedesigners fest genom att låtsas vara modeller, en fest som slutar med designerns död. De beslutar sig för att undersöka saken vidare men när Gus blir mer intresserad av en av modellerna måste Shawn försöka lösa fallet ensam. Mitt i allt detta blir han uppringd av sin pappa som vill ha dejtingråd efter att chefen Karen Vick parat ihop honom med en vän till henne. Juliet blir samtidigt inspirerad att ändra lite i sin garderob. |         |                                              |                      |                 |                             |
| 31 | 16      | "Shawn (and Gus) of the Dead"                | Steve Franks         | Steve Franks    | 15 februari 2008            |
| I samma veva som Karen Vick berättar något viktigt om sin chefspost försvinner en 3000 år gammal mumie från ett museum. När Shawn påstår att mumien gått därifrån självmant är det ingen som tror på honom. Lassiter är dessutom mer intresserad av att lösa ett fall som inte har visat på några oegentligheter, men som han ändå vet är något lurt med. Men när Shawn och Gus fortsätter undersöka mumiehistorien på egen hand visar det sig att hans teori inte varit så otrolig i alla fall, och det visar sig dessutom ha en koppling till Lassiters fall. Samtidigt försöker Henry berätta något viktigt för sin son, men lyckas inte riktigt få fram det, tills man i slutscenen får veta att en gammal bekant är på besök. |         |                                              |                      |                 |                             |

## Season 3: 2008-2009
| Nr | Avsnitt | Titel                                                  | Författare           | Regissör          | Ursprungligt sändningsdatum |
| --- | ------- | ------------------------------------------------------ | -------------------- | ----------------- | --------------------------- |
| 32 | 1       | "Ghosts"                                               | Steve Franks         | Stephen Surjik    | 18 juli 2008                |
| Gus blir konfronterad av sin chef som har upptäckt hans extraknäck som detektiv. Han får ett ultimatum att endera ge upp detta, eller att sluta som läkemedelsförsäljare. Shawn tar detta besked med lugn och tror att han kan lyckas rädda båda Gus jobb genom att ta sig an ett fall åt en högre chef till Gus vars hus till synes spökar. Samtidigt är Shawns mamma (Cybill Shepherd) på besök för att göra psykiska utvärderingar hos poliskåren, bland annat på Lassiter. Men Shawn tycker att hans far beter sig underligt mot hans mamma och får reda på att skilsmässan inte var som han alltid trott. Christopher McDonald gästspelar också. |         |                                                        |                      |                   |                             |
| 33 | 2       | "Murder? … Anyone? … Anyone? … Bueller?"               | Andy Berman          | Michael McMurray  | 25 juli 2008                |
| Gus och Shawn går på sin high school-återträff där Shawn återser Abigail (Rachael Leigh Cook), som han var kär i under skoltiden. De har inte träffats på 13 år, sedan Shawn av någon anledning inte dök upp när de skulle ha sin första dejt. När Shawn sedan påstår att ett mord begåtts är det ingen som tror honom, framför allt eftersom inget lik påträffas. Av olika omständigheter lyckas både Lassiter, Juliet, Henry och Shawns mamma (Cybill Shepherd) ta sig till festen. |         |                                                        |                      |                   |                             |
| 34 | 3       | "Daredevils!"                                          | Anupam Nigam         | John Badham       | 1 augusti 2008              |
| Shawn och Gus ser legenden Dutch the Clutch (Jeff Fahey) utföra vågade stunts inför publik när något går fel. Shawn upptäcker att han är utsatt för sabotage, vilket Dutch själv vägrar inse. Men hans son blir orolig och anlitar Shawn och Gus för att de ska hitta den ansvarige. På polisstationen ger chefen en näst intill omöjlig uppgift till Juliet; att hitta en flickvän till Lassiter. |         |                                                        |                      |                   |                             |
| 35 | 4       | "The Greatest Adventure in the History of Basic Cable" | Josh Bycel           | Jay Chandrasekhar | 8 augusti 2008              |
| Henry blir misstänksam när hans opålitlige bror (Steven Weber) kommer på besök, men Gus och Shawn blir glada över att återse honom. De blir ännu mer intresserade när han avslöjar att han är på skattjakt. Det visar sig dock att fler är ute efter skatten och frågan är vem som kommer att få tag på den först. |         |                                                        |                      |                   |                             |
| 36 | 5       | "Disco Didn't Die. It Was Murdered!"                   | Saladin K. Patterson | Mel Damski        | 15 augusti 2008             |
| 1978 satte Henry dit en bombare som planerat att spränga polishuset. När nu ett antal fall ska gås igenom anlitas Shawn för att se till att det inte finns några felaktigheter i fallet. När Henry får reda på detta har han svårt att hålla sig undan, men när det visar sig att bombaren måste ha haft en partner börjar Henry tvivla på sin förmåga som polis. Samtidigt ger Lassiter och Juliet ett till synes tråkigt uppdrag till Buzz för att de själva ska få jobba med ett roligare uppdrag, men det visar sig att de valt fel uppdrag. |         |                                                        |                      |                   |                             |
| 37 | 6       | "There Might Be Blood"                                 | Kell Cahoon          | John Badham       | 22 augusti 2008             |
| Shawn och Gus hamnar mitt i en syskonrivalitet när Vick tar dem till hjälp för att utreda något som verkar vara en olycka på en oljerigg. Innan de tagit sig fram blir de stoppade av kustbevakningen, med Vicks syster (Jane Lynch) i spetsen. Hon beslutar sig för att anlita Shawn och Gus istället, men vägrar låta Vick ta över utredningen. |         |                                                        |                      |                   |                             |
| 38 | 7       | "Talk Derby to Me"                                     | Tim Meltreger        | Steve Miner       | 5 september 2008            |
| Shawn kommer fram till att ett antal rån begåtts av några kvinnor som tävlar i ett Roller derby. Detta leder till att Juliet går under täckmantel för att ta reda på vilka i truppen som är de skyldiga. Gus oroar sig däremot för ett test som han måste ta för att behålla sin licens som läkemedelsförsäljare. Mickie James gästspelar. |         |                                                        |                      |                   |                             |
| 39 | 8       | "Gus Walks Into a Bank"                                | Andy Berman          | Eric Laneuville   | 12 september 2008           |
| Medan Gus är inne på banken utvecklas en gisslansituation. När sedan FBI tar över situationen inser Shawn att han måste ta saker i egna händer för att lösa situationen utan att Gus eller någon annan inne på banken ska bli skadad. Samtidigt är Shawn tveksam till Juliets relation till en av FBI-agenterna. Alan Ruck och Gary Cole gästspelar. |         |                                                        |                      |                   |                             |
| 40 | 9       | "Christmas Joy"                                        | Saladin K. Patterson | John Landis       | 28 november 2008            |
| En liten flicka ber Gus och Shawn om hjälp att få ut tomten ur fängelset. Men det visar sig att flickan inte är så naiv som de först trott. Gus syster kommer samtidigt på besök och Shawn är mer angelägen än henne att hålla hemlig en relation som de tidigare haft. Phylicia Rashad och Keith David gästspelar. |         |                                                        |                      |                   |                             |
| 41 | 10      | "Six Feet Under the Sea"                               | Steve Franks         | Steve Franks      | 9 januari 2009              |
| Gus drar med Shawn på en begravning som visar sig vara en begravning av ett sjölejon. Men trots Shawns ointresse för sjölejonet, blir han intresserad när han inser att sjölejonet måste ha blivit mördat. Detta visar sig senare ha kopplingar till något större än någon skulle ha trott. |         |                                                        |                      |                   |                             |
| 42 | 11      | "Lassie Did a Bad, Bad Thing"                          | Kell Cahoon          | Stephen Surjik    | 16 januari 2009             |
| Lassiter tillfångatar en brottsling som strax efter att han kommit in på polishuset blir benådad i utbyte mot information. När brottslingen sedan mördas medan han är i Lassiters vård ser det illa ut för Lassiter och Shawn är den enda som tror på hans oskuld. Lassiter måste nu lita på att Shawn kan rentvå hans namn. |         |                                                        |                      |                   |                             |
| 43 | 12      | "Earth, Wind and...Wait for It"                        | Anupam Nigam         | Tim Matheson      | 23 januari 2009             |
| En ung kvinna vars jobb det är att undersöka hur bränder har startat påstår att en brand inte var en olycka men ingen tror på henne. Shawn och Gus infiltrerar brandstationen för att gå till botten med det hela. Milena Govich och Bruce McGill gästspelar. |         |                                                        |                      |                   |                             |
| 44 | 13      | "Any Given Friday Night at 10PM, 9PM Central"          | Josh Bycel           | Mel Damski        | 30 januari 2009             |
| Shawn är överlycklig när han får chans att träffa sin barndomsidol, en amerikansk fotbollsspelare (Mykelti Williamson). Han är nu tränare och Shawn och Gus går under täckmantel för att ta reda på vad som hänt efter att en fot från en av hans spelare hittats. |         |                                                        |                      |                   |                             |
| 45 | 14      | "Truer Lies"                                           | Victoria Walker      | Martha Coolidge   | 6 februari 2009             |
| En mytoman, av polisen känd som Lying Ryan (Jonathan Silverman), blir misstänkt för ett mord och berättar en märklig historia för att bevisa sin oskuld, som ingen förstås tror på. Men Shawn inser att han faktiskt den här gången talar sanning, och ger sig ut för att bevisa detta. I jakten på sanningen upptäcker de att Ryan åtminstone talat sanning om en viktig sak, en ny friterad rätt. Jared Hillman gästspelar. |         |                                                        |                      |                   |                             |
| 46 | 15      | "Tuesday the 17th"                                     | Steve Franks         | James Roday       | 13 februari 2009            |
| Jason Cunningham (MacKenzie Astin), en barndomskompis till Gus och Shawn, ska starta ett läger när en av hans medarbetare försvinner. Eftersom en tidigare incident inträffat på lägerområdet för flera år sedan är han rädd att försvinnandet ska göra att ingen vågar komma dit. För att undvika detta bjuder han in Shawn och Gus för att de ska skingra alla misstankar. Men det visar sig att det ändå är något skumt med lägret. Lassiter har en dejt med sin fru och tror att hon vill försonas och blir därför chockad över den verkliga anledningen till att hon vill träffas. Justine Bateman gästspelar.                                   |         |                                                        |                      |                   |                             |
| 47 | 16      | "An Evening With Mr. Yang"                             | Andy Berman          | Mel Damski        | 20 februari 2009            |
| En seriemördare som bara mördar när han tycker att det finns en värdig motståndare för att fånga honom är i farten igen. Den här gången är det Shawn som är mördarens valda motståndare. Men även om Shawn är intelligent nog att lösa mördarens gåtor är frågan snarare om han är tillräckligt stark psykiskt för att klara sig i mördarens spel på liv och död, speciellt när mördaren höjer insatserna och blandar in Shawns mamma i spelet. Rachael Leigh Cook, Ally Sheedy och Cybill Shepherd gästspelar. |         |                                                        |                      |                   |                             |

## Säsong 4: 2009-2010
| Nr | Avsnitt | Titel                                                     | Författare                           | regissör          | Ursprungligt sändningsdatum |
| --- | ------- | --------------------------------------------------------- | ------------------------------------ | ----------------- | --------------------------- |
| 48 | 1       | "Extradition: British Columbia"                           | Steve Franks                         | Steve Franks      | 7 augusti 2009              |
| Shawn och Gus är på semester i Canada när Shawn känner igen en konsttjuv, Pierre Despereux (Cary Elwes) som Lassiter varit efter länge. Lassiter och Juliet kommer därför till Canada. Shawn har svårt att inte imponeras av Despereux som lyckas utföra ett till synes perfekt brott, men allt är inte riktigt som det verkar. |         |                                                           |                                      |                   |                             |
| 49 | 2       | "He Dead"                                                 | Saladin K. Patterson                 | Michael McMurray  | 14 augusti 2009             |
| Miljardären Warren Claytons flygplan kraschar och Shawn och Gus hittar honom först. I sitt sista andetag ber han dem hitta hans mördare och Shawn och Gus riktar misstankarna mot hans närmsta familj. Samtidigt vill Abigail (Rachael Leigh Cook) träffa Shawns pappa vilket Shawn är tveksam till. Christine Baranski gästspelar. |         |                                                           |                                      |                   |                             |
| 50 | 3       | "High Noon-ish"                                           | Kell Cahoon                          | Mel Damski        | 21 augusti 2009             |
| Lassiter ber Shawn och Gus om hjälp när en Vilda västern-stad för turister riskerar att stängas p.g.a. sabotage. Lassiter har tillbringat många helger där som barn och han ser ogärna att stället läggs ner. James Brolin och Jim Beaver gästspelar. |         |                                                           |                                      |                   |                             |
| 51 | 4       | "The Devil is in the Details... and the Upstairs Bedroom" | Bill Callahan                        | John Badham       | 28 augusti 2009             |
| När en ung kvinna begår självmord på en katolsk skola påstår prästen Westley (Ray Wise) att kvinnan i själva verket var besatt av en demon och att detta ledde till hennes död. Medan Shawn är skeptisk till detta tror Gus att det kan vara sant, inte minst för att han har stor respekt för fader Westley. |         |                                                           |                                      |                   |                             |
| 52 | 5       | "Shawn Gets the Yips"                                     | Kell Cahoon and Bill Callahan        | Tawnia McKiernan  | 11 september 2009           |
| En man drar vapen på en polisbar samtidigt som Shawn, Gus, Lassiter och Juliet firar efter att ha vunnit i baseboll mot ett annat polislag. Som tur är reagerar Shawn blixtsnabbt och ingen skadas. Men när Shawn börjar undersöka saken visar det sig att det inte var ett slumpmässigt rån utan ett misslyckat polismord, och att en av dem var målet. |         |                                                           |                                      |                   |                             |
| 53 | 6       | "Bollywood Homicide"                                      | Steve Franks and Anupam Nigam        | Jay Chandrasekhar | 18 september 2009           |
| En ung indisk man, Raj (Sendhil Ramamurthy), tror att han har en förbannelse över sig eftersom alla hans flickvänner har råkat ut för olyckor så fort deras förhållande blivit seriöst. Shawn och Gus bestämmer sig för att lösa mysteriet med hjälp av Juliet. Shawn ser också sin chans att imponera på Abigail (Rachael Leigh Cook) efter att Lassiter försökt skämma ut honom inför henne. |         |                                                           |                                      |                   |                             |
| 54 | 7       | "High Top Fade Out"                                       | Saladin K. Patterson and James Roday |                   | 25 september 2009           |
| Leonald "Diddle" Callahan, (Jaleel White, Kenan Thompson). |         |                                                           |                                      |                   |                             |
| 55 | 8       | "Let's Get Hairy"                                         | Todd Harthan                         |                   | 9 oktober 2009              |
| Stewart Grumbley (Joshua Malina) tror att han är en varulv och ber Shawn och Gus om hjälp. Han erbjuder dem tredubbelt det de brukar ta betalt bara för att de ska binda fast honom och observera honom under en natt. De är skeptiska till hans berättelse men pengarna gör att de går med på detta. Tyvärr somnar de och när de vaknar finns det bara lite djurhår kvar och ett trasigt fönster. |         |                                                           |                                      |                   |                             |
| 56 | 9       | "Shawn Takes a Shot in the Dark"                          |                                      |                   | 16 oktober 2009             |
| Gus tillkallar Lassiter och Juliet efter att ha fått ett kryptiskt sms av Shawn. De kommer fram till att Shawn har blivit kidnappad och skjuten efter att ha kommit för nära att lösa ett fall med en glassbil, men där slutar spåren. För att hitta Shawn försöker Gus komma ihåg allt om fallet och tillsammans med Juliet lösa det medan Henry också beslutar sig för att hjälpa till. Han och Lassiter försöker dekryptera ett sms som Shawn lyckats skicka med ledtrådar om vart han var på väg. |         |                                                           |                                      |                   |                             |
| 57 | 10      | "You Can't Handle This Episode"                           |                                      |                   | 27 januari 2010             |
| En menig i armén hittas hängd i sin lägenhet och Shawn menar att det inte är självmord. Juliet tar hjälp av sin bror Ewan (John Cena) för att ta sig in på basen. När Shawn misstänker att Ewan på något sätt är involverad i mordet skapar detta bekymmer mellan honom och Juliet. Abigail (Rachael Leigh Cook) försöker samtidigt berätta något för Shawn. |         |                                                           |                                      |                   |                             |
| 58 | 11      | "Thrill Seekers and Hell Raisers"                         |                                      |                   | 3 februari 2010             |
| Shawn får träffa Gus nya flickvän Ruby (Sarah Shahi). Med tanke på Gus tidigare flickvänner är han i början skeptisk men upptäcker snart att Ruby faktiskt verkar helt okej. Duon följer med Ruby och hennes vänner på forsränning men när en av dem försvinner börjar Shawn misstänka att allt inte är som det ska. Han förklarar för Gus att försvinnandet inte var en olycka, och dessutom att Ruby på något sätt är inblandad i det hela, vilket försätter Gus i en knepig situation. Ska han tvivla på sin bäste vän, eller på sin nya flickvän? Stacy Keibler och Steve Howey gästspelar.                                                                           |         |                                                           |                                      |                   |                             |
| 59 | 12      | "A Very Juliet Episode"                                   |                                      |                   | 10 februari 2010            |
| År 2003 sluter Juliet en pakt med dåvarande pojkvännen Scott Seaver (Josh Braaten) om att mötas upp sju år senare på järnvägsstationen. När han (i nutid) inte dyker upp tror hon att han helt enkelt har glömt det. Shawn ser hur besviken hon blir och letar därför upp honom. Det visar sig att han är nyckelvittne i ett polismord och under polisskydd. Genom att Shawn har letat upp honom är han dock i fara, eftersom den som står anklagad för mordet (Arnold Vosloo) gärna ser Scott död. Det hela försvåras av att den mordanklagade bedyrar sin oskuld och ber Shawn bevisa hans oskuld. Shawn måste nu reda upp det hela för att inte något ska hända Scott. |         |                                                           |                                      |                   |                             |
| 60 | 13      | "Death Is In The Air"                                     |                                      |                   | 17 februari 2010            |
| Donny Lieberman (Ernie Grunwald) lyckas tappa bort en kylare med det dödliga Thornburg-viruset och anlitar Shawn och Gus att hitta det innan någon får reda på hans misstag. Det visar sig dock vara för sent och för att förhindra en epidemi måste de nu hitta den ansvarige. När Juliet kommer i kontakt med viruset bestämmer sig Shawn att vara ärlig mot henne. Judd Nelson gästspelar. |         |                                                           |                                      |                   |                             |
| 61 | 14      | "Think Tank"                                              |                                      |                   | 24 februari 2010            |
| Shawn anlitas som expert tillsammans med tre andra för att förhindra mordet på affärsmagnaten Ashton Bonaventure (Chris Sarandon). Deras uppdrag är att hitta eventuella brister i säkerheten kring honom. Shawn imponerar inte på de andra, men när han senare upptäcker att allt var fejk och att gruppens verkliga syfte var att erbjuda lösningar att kunna mörda Bonaventure samlar han åter igen ihop gruppen för att förhindra mordet. |         |                                                           |                                      |                   |                             |
| 62 | 15      | "The Head, The Tail, The Whole Damn Episode"              |                                      |                   | 3 mars 2010                 |
| Jeri Ryan. |         |                                                           |                                      |                   |                             |
| 63 | 16      | "Mr. Yin Presents"                                        |                                      | James Roday       | 10 mars 2010                |
| Ally Sheedy |         |                                                           |                                      |                   |                             |

## Säsong 5: 2010-2011
| Nr | Avsnitt | Titel                                         | Författare                         | Regissör          | Ursprungligt sändningsdatum |
| --- | ------- | --------------------------------------------- | ---------------------------------- | ----------------- | --------------------------- |
| 64 | 1       | "Romeo and Juliet and Juliet"                 | Steve Franks                       | Steve Franks      | 14 juli 2010                |
| 65 | 2       | "Feet Don't Kill Me Now"                      | Saladin K. Patterson               | Mel Damski        | 21 juli 2010                |
| Efter ett bråk med Shawn slår sig Gus ihop med Lassiter i ett mordfall. Lassiter finner Gus expertis när det gäller läkemedel användbar och dessutom delar de ett visst intresse för stepping. Juliet tycker samtidigt att Lassiter behandlat henne för försiktigt sedan hon kommit tillbaka i tjänst så hon och Shawn beslutar sig för att bilda ett eget team för att lösa fallet. Men väldigt snart börjar de båda paren sakna sina gamla partners. |         |                                               |                                    |                   |                             |
| 66 | 3       | "Not Even Close... Encounters"                | Bill Callahan                      | John Badham       | 28 juli 2010                |
| När en framgångsrik advokat påstår att hans assistent blivit bortförd av utomjordingar och anlitar Shawn och Gus vet de precis vem de ska fråga om råd: sin barndomsvän Freddie Prinze Jr.. Henry varnar dem för att ta fallet eftersom deras rykte kommer att få sig en törn, och han visar sig ha rätt. Både Shawn och Gus vill nästan att det ska vara sant, men beslutar sig för att gå till botten med det hela genom att försöka vara rationella hela vägen. Detta visar sig dock vara svårare än de trott när allt verkar peka på att utomjordingar verkligen besökt planeten. |         |                                               |                                    |                   |                             |
| 67 | 4       | "Chivalry Is Not Dead... But Someone Is"      | Andy Berman                        | Jay Chandrasekhar | 4 augusti 2010              |
| Txt |         |                                               |                                    |                   |                             |
| 68 | 5       | "Shawn and Gus in Drag (Racing)"              | Kell Cahoon & Tim Meltreger        | Mel Damski        | 11 augusti 2010             |
| Txt |         |                                               |                                    |                   |                             |
| 69 | 6       | "Viagra Falls"                                | Todd Harthan                       | Andrew Bernstein  | 18 augusti 2010             |
| När en tidigare polischef hittas mördad på sin båt kallar Henry in två gamla polisrävar, de i poliskretsar välkända Boone (Carl Weathers) och Peters (William Devane). Shawn och Gus är inte glada över att bli överskuggade av dessa stofiler men kan inte undgå att se vissa likheter mellan dem och sig själva. |         |                                               |                                    |                   |                             |
| 70 | 7       | "Ferry Tale"                                  | Kell Cahoon & Saladin K. Patterson | Reginald Hudlin   | 25 september 2009           |
| Txt |         |                                               |                                    |                   |                             |
| 71 | 8       | "Shawn 2.0"                                   | Bill Callahan                      | David Crabtree    | 1 september 2009            |
| En skicklig profilerare, Declan (Nestor Carbonell), hjälper polisen i jakten på en seriemördare som undanröjer personer som alla väntar på en levertransplantation. Detta får Shawn att verkligen skärpa till sig och han gör allt för att överglänsa nykomlingen som han ser som en rival både professionellt och personligt. |         |                                               |                                    |                   |                             |
| 72 | 9       | "One, Maybe Two, Ways Out"                    | Andy Berman & Todd Harthan         | Mel Damski        | 8 september 2010            |
| Txt |         |                                               |                                    |                   |                             |
| 73 | 10      | "Extradition II: The Actual Extradition Part" | Steve Franks                       | Steve Franks      | 10 november 2010            |
| Det är dags för konsttjuven Despereux (Cary Elwes) att bli utlämnad till USA. Shawn och Gus åker till Canada efter att Despereux bjudit dit dem, en resa bekostad av honom själv. Han utnyttjar dem för att kunna rymma och utföra ett rån, men när en man mördas bedyrar han sin oskuld och ber Shawn och Gus om hjälp att rentvå sig. |         |                                               |                                    |                   |                             |
| 74 | 11      | "In Plain Fright"                             | Steve Franks & Tim Meltreger       | Stephen Surjik    | 17 november 2010            |
| En skräckfestival ska hållas igen efter att ha varit nedlagd sedan flera år. Shawn och Gus har planerat att gå ända sedan de fick höra att festivalen skulle hållas, så när Juliet överraskar Shawn med biljetter vet han inte vem han ska välja att gå med. När Shawn sedan ser en man mördas tror ingen på honom eftersom man tror att han bara blivit skrämd och inbillat sig. Samtidigt har Shawn svårt att berätta för Gus om sin nya relation med Juliet. |         |                                               |                                    |                   |                             |
| 75 | 12      | "Dual Spires"                                 | Bill Callahan & James Roday        | Matt Shakman      | 1 december 2010             |
| Txt |         |                                               |                                    |                   |                             |
| 76 | 13      | "We'd Like to Thank the Academy"              | Bill Callahan & Todd Harthan       | Tawnia McKiernan  | 8 december 2010             |
| Txt. |         |                                               |                                    |                   |                             |
| 77 | 14      | "The Polarizing Express"                      | James Roday & Saladin K. Patterson | James Roday       | 15 december 2010            |
| Txt |         |                                               |                                    |                   |                             |
| 78 | 15      | "Dead Bear Walking"                           | Andy Berman                        | Andy Berman       | 15 december 2010            |
| Txt |         |                                               |                                    |                   |                             |
| 79 | 16      | "Yang 3 in 2D"                                | Andy Berman and James Roday        | Mel Damski        | 22 december 2010            |
| Ally Sheedy. |         |                                               |                                    |                   |                             |

## Säsong 6: 2011-2012
| Nr | Avsnitt | Titel                                                                | Författare                        | Regissör          | Ursprungligt sändningsdatum |
| -- | ------- | -------------------------------------------------------------------- | --------------------------------- | ----------------- | --------------------------- |
| 80 | 1       | "Shawn Rescues Darth Vader"                                          |                                   |                   | 12 oktober 2011             |
| -  |         |                                                                      |                                   |                   |                             |
| 81 | 2       | "Last Night Gus"                                                     | Andy Berman                       | Andy Berman       | 19 oktober 2011             |
| -  |         |                                                                      |                                   |                   |                             |
| 82 | 3       | "This Episode Sucks"                                                 | James Roday                       | James Roday       | 26 oktober 2011             |
| -  |         |                                                                      |                                   |                   |                             |
| 83 | 4       | "The Amazing Psych-Man & Tap Man, Issue #2"                          | Saladin K. Patterson              | Mel Damski        | 2 november 2011             |
| -  |         |                                                                      |                                   |                   |                             |
| 84 | 5       | "Dead Man's Curve Ball"                                              | Bill Callahan                     | Mel Damski        | 9 november 2011             |
| -  |         |                                                                      |                                   |                   |                             |
| 85 | 6       | "Shawn, Interupted"                                                  | Kell Cahoon                       | Andrew Bernstein  | 16 november 2011            |
| -  |         |                                                                      |                                   |                   |                             |
| 86 | 7       | "In for a Penny..."                                                  | Todd Hartman                      | Mel Damski        | 30 november 2011            |
| -  |         |                                                                      |                                   |                   |                             |
| 87 | 8       | "The Tao of Gus"                                                     | Tim Meltreger                     | John Badham       | 7 december 2011             |
| -  |         |                                                                      |                                   |                   |                             |
| 88 | 9       | "Neil Simon's Lover's Retreat"                                       | Carlos Jacott                     | Brad Turner       | 14 december 2011            |
| -  |         |                                                                      |                                   |                   |                             |
| 89 | 10      | "Indiana Shawn and the Temple of the Kinda Crappy, Rusty Old Dagger" | Carlos Jacott                     | Brad Turner       | 29 februari 2012            |
| -  |         |                                                                      |                                   |                   |                             |
| 90 | 11      | "Heeeeere's Lassie"                                                  | Todd Hartman, Tim Meltreger       | James Roday       | 7 mars 2012                 |
| -  |         |                                                                      |                                   |                   |                             |
| 91 | 12      | "Shawn and the Real Girl"                                            | Andy Berman                       | Timothy Busfield  | 14 mars 2012                |
| -  |         |                                                                      |                                   |                   |                             |
| 92 | 13      | "Let's Doo-Wop It Again"                                             | Saladin K. Patterson, Kell Cahoon | Jay Chandrasekhar | 21 mars 2012                |
| -  |         |                                                                      |                                   |                   |                             |
| 93 | 14      | "Autopsy Turvy"                                                      | Andy Berman, James Roday          | Jennifer Lynch    | 21 mars 2012                |
| -  |         |                                                                      |                                   |                   |                             |
| 94 | 15      | "True Grits"                                                         | Saladin K. Patterson              | Reginald Hudlin   | 4 april 2012                |
| -  |         |                                                                      |                                   |                   |                             |
| 95 | 16      | "Santabarbaratown"                                                   | Bill Callahan                     | David Crabtree    | 11 april 2012               |
| -  |         |                                                                      |                                   |                   |                             |

## Säsong 7: 2013
| Nr | Avsnitt | Titel                         | Regissör             | Författare                        | Ursprungligt sändningsdatum |
| --- | ------- | ----------------------------- | -------------------- | --------------------------------- | --------------------------- |
| 96 | 1       | "Santabarbaratown 2"          | Mel Damisky          | Steve Franks & Bill Callahan      | 27 februari 2013            |
| Efter att den tvivelaktige polisen Jerry Carp skjutit Henry och lämnat honom att dö ger sig Shawn av för att hitta Carp. Han upptäcker snabbt att Carps inblandning i den kriminella världen sträcker sig längre än vad han tidigare trott. Trots att Gus och Juliet avråder Shawn från att utreda händelsen lyckas han få hjälp från ett oväntat håll. Under tiden tar en tidigare stalker på sig uppgiften att vårda Henry. |         |                               |                      |                                   |                             |
| 97 | 2       | "Julet Takes a Luvvah"        | Andy Berman          | Andy Berman                       | 6 mars 2013                 |
| Shawn flyttar hem för att hjälpa Henry med återhämtningen efter skjutningen, även Shawns mamma återvänder hem. Shawns missnöje med att åter bo hemma med sina föräldrar kommer dock i andra hand efter ilskan och avundsjukan efter att ha sett Juliet vara på dejt med en annan man. Snart visar det sig dock att hon har gått under cover för att utreda två mord med koppling till en dejtingsida. Allt kompliceras när Shawn får reda på att Gus har träffat sin nya flickvän genom samma sida och börjar misstänka att hon döljer något. |         |                               |                      |                                   |                             |
| 98 | 3       | "Lassie Jerky"                | James Roday          | James Roday                       | 13 mars 2013                |
| I en skog nära Santa Barbara slår sig Shawn och Gus ihop med två studenter som filmar en dokumentär om Bigfoot. Efter att ha sprungit ifrån vad som verkar vara den håriga besten ramlar Gus ner i ett hål och hittar där tre lik, vilket omvandlar deras utflykt till en trippelmordutredning som tvingar in Juliet och Lassiter i gruppen. Efter att Lassiter skadats drar de slutsatsen att den som mördat de tre människorna i gruppen är redo att skydda sig själva till vilken kostnad som helst. |         |                               |                      |                                   |                             |
| 99 | 4       | "No Country for Two Old Men"  | Mel Damisky          | Kell Cahoon                       | 20 mars 2013                |
| På Juliet och Shawns inflyttningsfest får Shawn träffa Juliets mamma och styvpappa, revisorn Lloyd. Efter att Shawn fått Henry och Lloyd att umgås beger sig de två männen plötsligt till Mexiko, där det inte bara visar sig att Lloyd har stora spelskulder, utan att han även måste göra en viktig leverans för att rädda sitt eget liv. Shawn, Gus och Juliet beger sig snabbt till Mexiko för att hjälpa dem, Juliet är mycket besviken över att även hennes senaste fadersfigur har svikit henne. |         |                               |                      |                                   |                             |
| 100 | 5       | "100 Clues"                   | Matt Shakman         | Todd Harthan                      | 27 mars 2013                |
| Efter att en rockstjärna avtjänat ett fängelsestraff för mord blir Shawn och Juliet inbjudna till hans frigivningsfest. Eftersom Juliet blir tvingad att jobba över på polisstationen bestämmer sig Shawn för att ta med Gus istället. Under festen, som hålls på en herrgård, blir en av deltagarna mördad. Lassiter och Juliet ansluter till festdeltagarna för att lista ut vem mördaren är. När högen med döda kroppar blir större börjar gästerna anklaga varandra och det är upp till Shawn att ta reda på vem mördaren är. Avsnittet avslutades med att tittarna fick rösta på vem mördaren skulle vara vilket resulterade i att avsnittet avslutades med olika mördare på den amerikanska öst- och västkusten.                                                                                              |         |                               |                      |                                   |                             |
| 101 | 6       | "Cirque Du Soul"              | Jennifer Lynch       | Saladin K. Patterson              | 3 mars 2013                 |
| Shawn, Gus och Rachaels son bevittnar när en trapetsartist faller mot sin död, vilket får Gus och Rachael att glida isär. Under tiden släpps Lassiters flickvän Marlowe från fängelset, men hennes övervakare är sur på Lassiter efter att han nobbat henne efter ett one night stand. Detta blir även Shawns problem när Juliet bjuder in dem att bo hos dem, samtidigt som Gus beskyller Shawn för sina kärleksproblem, vilket bara bygger på Shawns frustration. |         |                               |                      |                                   |                             |
| 102 | 7       | "Deez Nups"                   | James Roday          | Bill Callahan, James Roday        | 10 april 2013               |
| För första gången någonsin tackar Lassiter nej till ett stort fall (som involverar en lokal maffiaboss) för att planera sitt stundande bröllop. Med anledning av bröllopet bestämmer sig Shawn, Gus, Henry och Woody att ”kidnappa” Lassiter för att hålla i en svensexa. De lyckas hamna med maffiabossens revisor, vilken har stulit pengar och bokföringen från sin chef. Vid dagens slut vänds Shawns värld upp-och-ner när Juliet får reda på att han inte är synsk på riktigt. |         |                               |                      |                                   |                             |
| 103 | 8       | "Turn Right or Left for Dead" | David Crabtree       | Carlos Jacott                     | 17 april 2013               |
| Shawn vet inte riktigt vad han ska göra, nu när Juliet fått reda på att han inte är synsk på riktigt, men han får större problem att tänka på när taxin han åker med nästan kör på en svensk kvinna, vilket åsamkar honom en huvudskada. När han utreder vad som hänt visar sig en rad mord. Shawn utreder det hela ur två scenarion, det andra är så det skulle gått till om Juliet aldrig upptäckt hans hemlighet. På slutet skakas Shawn om ordentligt när Juliet beordrar honom att flytta ut. |         |                               |                      |                                   |                             |
| 104 | 9       | "Juliet Wears the Pantsuit"   | Jennifer Lynch       | Brittany Hilgers                  | 24 april 2013               |
| En mindre nöjd Shawn upptäcker att Juliet satt ut en annons i sin jakt på en ny inneboende, innan Shawn hunnit flytta ut. Juliets första val hittas död, men det stoppar henne inte från att låta en kvinna vid namn Laura flytta in. Shawn upptäcker snart att Laura döljer något, men Juliet avvisar hans tes, tills hon upptäcker att Laura tidigare levt under flera olika identiteter, dessutom leder spåren mot att det var hon som mördat Juliets förstaval. |         |                               |                      |                                   |                             |
| 105 | 10      | "Santa Barbarian Candidate"   | Richard Coleman      | Tim Meltreger                     | 1 maj 2013                  |
| Santa Barbaras borgmästare har nyligen dött i en surfingolycka, men trots att Shawn listat ut att det inte var en olycka vägrar polisen dra igång en utredning. Vetande att han måste ta till okonventionella metoder för att finna mördaren, och eftersom han misstänker att han står som nummer två på mördarens lista, bestämmer han sig för att ställa upp i borgmästarvalet. Oturligt nog får fallet snart sättas i andra hand när det visar sig att hans enda chans att bli tillsammans med Juliet är att erkänna för Chief Vick att han inte är synsk. I sista stund ändrar sig Juliet. |         |                               |                      |                                   |                             |
| 106 | 11      | "Office Space"                | Andrew Bernstein     | Andy Berman, Todd Harthan         | 8 maj 2013                  |
| Efter att ha tillbringat en natt hos Juliet väcks Shawn sent på kvällen (eller är det tidigt på morgonen?) av Gus som har hittat sin chef knivhuggen till döds och av misstag ha råkat kontaminera brottsplatsen. Medan Shawn försöker rätta till Gus misstag lyckas de även dra in Juliet, Henry och Woody i det hela, för att sedan förorsaka att Juliet får näsblod på grund av en mugg som Shawn har råkat glömma. Shawn och Gus måste nu hinna lösa mordet innan det finns tillräckligt mycket bevis för att knyta dem till mordet. |         |                               |                      |                                   |                             |
| 107 | 12      | "Dead Air"                    | Saladin K. Patterson | Saladin K. Patterson, Kell Cahoon | 15 maj 2013                 |
| När en DJ som tidigare intervjuat Shawn och Gus dör under sändning tvingas de att gå undercover som DJ:s för att lösa mordet. Detta skapar problem mellan Gus och Rachel när stationschefen börjar flörta med Gus. Gus problem förvärras ytterligare när Rachel berättar att hon måste återvända till Europa i sex månader för att rätta till lite problem med sitt visum. |         |                               |                      |                                   |                             |
| 108 | 13      | "Nip an Suck It!"             | Mel Damski           | Carlos Jacott, Tim Meltreger      | 22 maj 2013                 |
| När Henry fågelskådar springer han på liket av en patient till den briljanta plastikkirurgen doktor Joan Diamond, Henrys gamla flamma. Shawn och Gus, som misstänker att dr. Diamond är den skyldiga, men finner snart att de hjälper Henry, som är anställd av doktor Diamond, med utredningen. Efter att den verklige gärningsmannen är fångad berättar Shawn att han och Juliet åter är tillsammans. Gus får ett oroande brev från Rachel, vilket får honom att tro att det snart kommer att vara slut mellan dem. |         |                               |                      |                                   |                             |
| 109 | 14      | "No Trout About It"           | Brad Turner          | Bill Callahan, Carlos Jacott      | 29 maj 2013                 |
| Shawn, Gus, Lassiter och Juliet blir utfrågade av Harris Trout (Anthony Michael Hall), en poliskonsult som är inhyrd för att utreda deras påstått dåliga polisarbete. För att visa vad de går för återberättar Shawn ett fall med en förgiftad advokat och en stöld av diamanter till ett värde av 10 miljoner dollar. Det visar sig att den ”förgiftade” egentligen var ledare för de tre som stal diamanterna och att han mördat dem för att själv få behålla diamanterna. Efter att de fångat gärningsmannen bestämmer sig Trout ändå för att stänga av Chief Vick i sex månader och blir då själv tillförordnad chef för polisstationen. Han sparkar sedan McNab, degraderar Lassiter från tjänsten som förste kriminalpolis (Head Detective) och deklarerar att han inte kommer att anlita Shawn och Gus igen. |         |                               |                      |                                   |                             |

### Psych: The musical
Musikalavsnittet av ’’Psych: The Musical’’ tillkännagavs under 2012 års San Diego Comic-Con. Den sändes i uppehållet mellan säsong 7 och 8, men hör officiellt till säsong 7, då som avsnitt 15 och 16 (dubbelavsnitt). Avsnittet var menat att sändas i mitten av säsongen, som följd får detta att det inte riktigt stämmer med kontinuiteten i serien.
| Nr | Avsnitt | Titel                | Regissör     | Författare   | Ursprungligt sändningsdatum |
| --- | ------- | -------------------- | ------------ | ------------ | --------------------------- |
| 110/111 | 15/16   | "Psych: The Musical" | Steve Franks | Steve Franks | 15 december 2013            |
| Sex år efter att den galne manusförfattaren Z (Anthony Rapp) låsts in för att han påståtts skall ha bränt ner en lokal teater med en inlåst kritiker i, rymmer han från mentalkliniken han är inlåst på. Z:s sex år gamla pjäs ser nu ut att ha blivit kopierad av en annan teater och dess tjejtjusare till ägare, Armitage (Barry Bostwick). När Z anklagas för att ha begått ett mord strax därefter tar SBPD hjälp av Mr. Yang (Ally Sheedy). När SBPD kommer i närheten av att fånga Z, möts han och Shawn. Shawn blir då övertygad om att Z inte har begått mordet, dessutom lyckas Mr. Yang att rymma på kuppen. I den halvt nerbrända teatern hittar Shawn Yang, som sedan dödas av mördaren. Gärningsmannen fångas sedan under premiären av Armitages pjäs. |         |                      |              |              |                             |

## Säsong 8: 2014
| Nr | Avsnitt | Titel                                                                 | Regissör        | Författare                          | Ursprungligt sändningsdatum |
| --- | ------- | --------------------------------------------------------------------- | --------------- | ----------------------------------- | --------------------------- |
| 112 | 1       | "Lock, Stock, Some Smoking Barrels and Burton Guster’s Goblet ofFire" | Steve Franks    | Kell Cahoon & Steve Franks          | 8 januari 2014              |
| Genom att använda ett Guy Ritchie-liknande grepp återberättar Shawn och Gus historien om när de blev kallade till London av Interpol för att vara del av en undercover-operation mot den hänsynslösa brottslingen Ronnie Ives (Vinnie Jones). Eftersom Gus är mer intresserad av att vara med på ett Harry Potter-konvent, blir han självklart indragen i fallet. Det visar sig att det är Pierre Desperaux som kallat dit dem, och att han varit undercover de senaste tio åren. Shawn tvivlar på hans historia och kallar dit Lassiter som är mer än glad att hjälpa till sedan han blivit degraderad. |         |                                                                       |                 |                                     |                             |
| 113 | 2       | "S.E.I.Z.E. the Day"                                                  | David Crabtree  | Todd Harthan                        | 15 januari 2014             |
| Lassiter är nere sedan tillförordnade polischefen Harris Trout inte bara degraderat honom, utan även vägrar ge honom något erkännande för att ha räddat Trouts liv. Shawn tar på sig att bli Lassiters livscoach, sedan Trout vägrar anlita honom. När Lassiter får veta att hans fru är gravid blir han helt plötsligt väldigt medveten om hur skört hans liv är, samtidigt som han försöker lista ut vem som försökte mörda Trout. |         |                                                                       |                 |                                     |                             |
| 114 | 3       | "Remake A.K.A. Cloudy… With a Chance of Improvment"                   | Andy Berman     | Andy Berman, Todd Harthan           | 22 januari 2014             |
| I seriens första remake (nu av avsnittet ’’Cloudy… With A Chance of Murder’’ från säsong 1) anländer Shawn till domstolen för att hämta ut sin beslagtagna motorcykel, där han träffar en kvinna (Lindsay Sloan), som han snart får veta är anklagad för mord. Eftersom Shawn tror att hon är oskyldig går de samman med hennes försvarsadvokat Adam Hornstock (Michael Weston). Tidigare gästskådespelare, såsom Alan Ruck, Ralph Macchio, Dana Ashbrook, Janet Varney, Ed Lover och Ray Wise fyller rollistan. |         |                                                                       |                 |                                     |                             |
| 115 | 4       | "Someone’s Got a Woody"                                               | Mel Damski      | Andy Berman & Saladin K. Pattersson | 29 januari 2014             |
| En före detta fånge tar Woody som gisslan och hävdar att någon försöker sätta dit honom för ett mord han inte begått. Oturligt nog är inte Trout villig att vänta och när Lassiter och Juliet märker att Trout är villig att offra Woody för att få ett slut på situationen, tar de situationen i egna händer för att ge Shawn tid att lista ut sanningen. När Lassiter till slut fångar den skyldige reagerar Trout med att sparka Lassiter och Juliet, samt sparkar Shawn och Gus än en gång. Detta resulterar i att Trout i sin tur får sparken på grund av sin vårdslöshet. |         |                                                                       |                 |                                     |                             |
| 116 | 5       | "Cog Blocked"                                                         | Brad Turner     | Carlos Jacott                       | 5 februari 2014             |
| Efter att ha anlänt till platsen för ett uppenbart självmord ser Gus genast sig själv i offret, som jobbade för ett försäkringsbolag. Även om Gus omedelbart får för sig att det var mord så tror inte Shawn det och Gus tvingas leda utredningen. De springer in i en privatdetektiv (Kali Hawk) på vägen och ju mer de upptäcker, desto mer förvirrat blir fallet. |         |                                                                       |                 |                                     |                             |
| 117 | 6       | "1967: A Psych Odyssey"                                               | Kirsten Nelson  | Tim Meltreger, James Roday          | 26 februari 2014            |
| Alla är glada när polismästare Vick återvänder, ända tills hon berättar att hon har tackat ja till ett jobb i San Francisco. Även om Vick har lagt ett gott ord för Lassiter hos borgmästare Swagerty (John Kapelos) är han inte så sugen på att ge honom jobbet, men ger honom en chans att visa vad han går för genom att låta honom utreda fallet med den mördade journalisten Archie Baxter som hittades död 1967. Shawn, Gus, Juliet och Woody hjälper alla till. Lassiter får reda på att om han nu, mot all förmodan, skulle få positionen som polismästare för SBPD, så skulle han inte kunna ge Juliet jobbet som ’’Head Detective’’ eftersom Vick har erbjudit henne den tjänsten i San Francisco. Efter att ha blivit uppmuntrad av Juliet att acceptera jobbet som polismästare, tackar han ja och Juliet tar jobbet i San Francisco. Avsnittet slutar utan att man får veta hur detta kommer att påverka Shawn och Juliets förhållande. |         |                                                                       |                 |                                     |                             |
| 118 | 7       | "Shawn and Gus Truck Things Up"                                       | David Crabtree  | Saladin K. Patterson                | 5 mars 2014                 |
| Shawn och Gus anländer till en brottsplats (på uppdrag av Lassiter) och upptäcker att ägaren till deras favoritmatvagn har blivit mördad. De ger sig genast av för att utreda fallet. Utredningen försvåras av att Henry skall sälja huset som Shawn växte upp i till Lassiter och hans familj och att han skall se till Marlowe som är i sluttampen av sin graviditet. Precis när de skall fånga gärningsmannen börjar Marlowe föda och får barnet inne i matvagnen med Henry som barnmorska. Hela avsnittet kantas av Shawns försök att ta tillbaka sina grejer och att Gus sedan tar dessa eftersom Shawn tidigare stulit dessa från honom. |         |                                                                       |                 |                                     |                             |
| 119 | 8       | "A Touch of Sweevil"                                                  | Richard Coleman | Kell Cahoon, Todd Harthan           | 12 mars 2014                |
| Shawn och Gus bjuds in till ett konvent för övernaturliga brottsbekämpare. Där möter de en kvinna som hävdar att hon är en häxa och en man som hävdar att han kan tala med spöken. När mannen som ledde konventet blir mördad måste konsulterna sätta sina meningsskiljaktigheter åt sidan och arbeta tillsammans för att lösa brottet. Under tiden ber polismästare Lassiter Shawn och Gus att skruva upp sina tokigheter till 11 för att skrämma bort hans nya huvuddetektiv Brannigan (spelad av Mira Sorvino) så att Juliet kan få jobbet. Deras försök slår bakut och Lassiter får till slut erkänna att han har mer gemensamt med sin nya kollega än han trott från början. |         |                                                                       |                 |                                     |                             |
| 120 | 9       | "A Nightmare on State Street"                                         | James Roday     | Carlos Jacott                       | 19 mars 2014                |
| Avsnittet skapades genom en omröstning på hemsidan, originaltiteln var "Dream Therapy". Shawn och Gus hjälper Lassiter att lösa ett fall. Medan Shawn går ur bilen för att köpa snacks och dricka somnar Gus djupt. Hans dröm blandas med minnen av besök hos en drömterapeut (Bruce Campbell) angående mardrömmar han hade som relaterade till det aktuella fallet. Gus, som precis har blivit dumpad, är orolig för förändringarna i sitt liv, samt att Shawn kanske kommer att lämna honom. Gus vaknar när Shawn kommer tillbaka. När de skall rapportera till Lassiter upptäcker de att hans nya huvuddetektiv överglänst dem.. |         |                                                                       |                 |                                     |                             |
| 121 | 10      | "The Break-Up"                                                        | Steve Franks    | Steve Franks                        | 26 mars 2014                |
| Genom ett videomeddelande redogör Shawn inte bara sitt sista fall, utan även sitt beslut att flytt till San Francisco för att kunna vara med Juliet, något som han inte vet hur han ska berätta för Gus. Detta sista fall handlar om en man (spelad av Billy Zane) som misstänks ha mördat sin affärspartner, vilket visar sig vara svårt att bevisa eftersom Brannigans utredning går snabbare framåt än Shawns. Fallet löser sig med hjälp av Henry som börjat undervisa i kriminologi vid Universitet. Mot slutet får Gus, Woody, Henry, Lassiter och den tidigare nämnda Dobson (spelad av Val Kilmer) en DVD där Shawn säger adjö. Buzz McNab blir till slut juniordetektiv och Brannigans partner. Henry beslutar sig för att ta över Psychkontoret. Lassiter bryter skivan med hälsningen på mitten innan Shawn avslöjar att han inte är synsk. Shawn letar upp Juliet på en brottsplats i San Francisco där han även möter Vick, strax därpå kommer Gus som följt efter Shawn i deras gamla övningskörningsbil som han stulit. Shawn och Gus flyttar Psychs verksamhet till San Francisco, men Vick säger att de redan har en konsult, som för tillfället sorterar köksattiraljerna i bokstavsordning (en referens till Monk). Shawn friar äntligen till Juliet, men direkt efter blir ringen stulen och det hela slutar med att de följer efter tjuven i den stulna körskolebilen. |         |                                                                       |                 |                                     |                             |